# قائمة البعثات الدبلوماسية في قرغيزستان

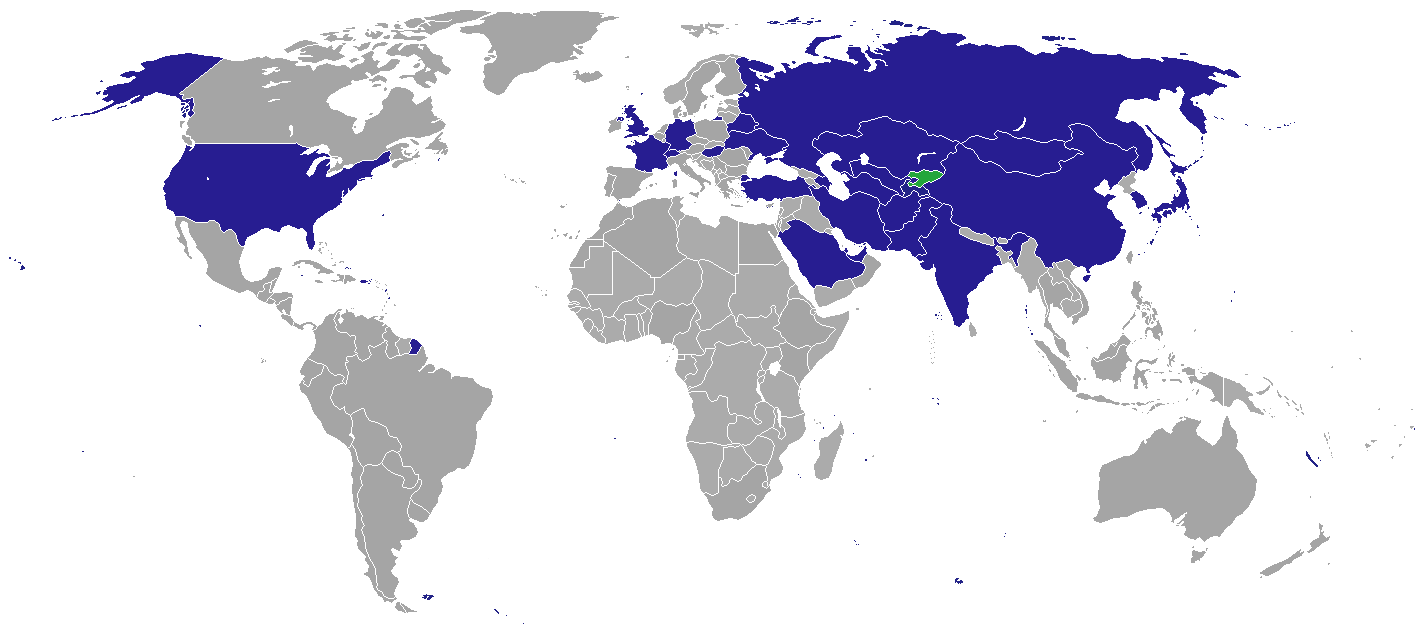
خريطة البعثات الدبلوماسية في قيرغيزستان

هذه قائمة بالبعثات الدبلوماسية في قيرغيزستان. في الوقت الحاضر تستضيف عاصمة بيشكك 24 سفارة. العديد من الدول الأخرى لديها سفراء معتمدين من عواصم إقليمية أخرى، مثل ألماتي / نور سلطان (مدينة)، موسكو وطشقند.

## السفارات

### بيشكك
- أفغانستان
- أذربيجان
- بيلاروس
- الصين
- فرنسا
- ألمانيا
- المجر[1]
- الهند
- إيران
- اليابان
- كازاخستان
- منغوليا[2]
- باكستان
- قطر
- روسيا
- السعودية
- كوريا الجنوبية
- سويسرا
- طاجيكستان
- تركيا
- تركمانستان
- أوكرانيا
- المملكة المتحدة
- الولايات المتحدة
- أوزبكستان

## بعثات أخرى
- قبرص الشمالية (مكتب تمثيلي)[3]
- الاتحاد الأوروبي (وفد)[4]

## القنصليات العامة / القنصليات

### مدينة أوش
- الصين
- كازاخستان (قنصلية)
- روسيا

## السفارات غير المقيمة
- الأرجنتين (موسكو)
- الجزائر (طشقند)
- أرمينيا (نور سلطان)
- أستراليا (موسكو)
- النمسا (نور سلطان)
- بنغلاديش (طشقند)
- البرازيل (نور سلطان)
- البحرين (موسكو)
- بلغاريا

- البوسنة والهرسك (موسكو)
- بلجيكا (نور سلطان)
- كمبوديا (أنقرة)
- جمهورية إفريقيا الوسطى (موسكو)
- كندا (نور سلطان)
- تشيلي (موسكو)
- كوستاريكا (موسكو)
- كولومبيا (موسكو)
- كوبا (نور سلطان)
- قبرص (موسكو)
- جمهورية التشيك (ألماتي)
- تشاد (موسكو)
- الدنمارك (موسكو)
- دومينيكا (بروكسل)
- مصر (ألماتي)
- إرتريا (موسكو)
- إستونيا (نور سلطان)
- فيجي (سول)
- فنلندا (نور سلطان)
- غينيا (موسكو)
- جورجيا (نور سلطان)
- اليونان (ألماتي)
- غواتيمالا (سول)
- هايتي (سول)
- الكرسي الرسولي (نور سلطان)
- هندوراس (سول)
- آيسلندا (موسكو)
- إندونيسيا (طشقند)
- العراق (موسكو)
- أيرلندا (موسكو)
- إسرائيل (ألماتي)
- إيطاليا (نور سلطان)
- ساحل العاج (موسكو)
- الأردن (طشقند)
- جامايكا (بكين)
- كينيا (موسكو)
- الكويت (بكين)
- ليبيا (طشقند)
- لاتفيا (طشقند)
- ليتوانيا (ألماتي)
- جزر المالديف (نيودلهي)
- مالي (موسكو)
- ماليزيا (طشقند)
- المغرب (نور سلطان)
- المكسيك (طهران)
- النرويج (موسكو)
- مقدونيا (أنقرة)
- هولندا (ألماتي)
- كوريا الشمالية (طشقند)
- نيبال (موسكو)
- نيوزيلندا (موسكو)
- نيكاراغوا (موسكو)
- عُمان (طهران)
- البرتغال (نور سلطان)
- بيرو (موسكو)
- فلسطين (طشقند)
- بولندا (ألماتي)
- بنما (موسكو)
- رومانيا (ألماتي)
- إسبانيا (ألماتي)
- سيراليون (موسكو)
- جنوب إفريقيا (نور سلطان)
- صربيا (موسكو)
- سلوفاكيا (نور سلطان)
- سلوفينيا (موسكو)
- سريلانكا (موسكو)
- السويد (هلسنكي)
- سويسرا (طشقند)
- السودان (موسكو)
- سوريا (موسكو)
- جنوب السودان (موسكو)
- تايلاند (نور سلطان (مدينة))
- توغو ([بكين)
- تونس (موسكو)
- تنزانيا (موسكو)
- تونغا ([بكين)
- الإمارات العربية المتحدة (طشقند)
- الأوروغواي (طهران)
- فنزويلا (موسكو)
- فيتنام (موسكو)
- اليمن (أنقرة)
- زيمبابوي (موسكو)
- زامبيا (موسكو)